# Stedenwijk (Almere)
Stedenwijk is een wijk in de Nederlandse stad Almere. De wijk, gelegen in het stadsdeel Almere Stad West, grenst aan de westzijde aan de Muziekwijk en aan de oostzijde aan de wijk Centrum. Op 1 januari 2023 telde de wijk 10.350 inwoners, verdeeld over 4.209 woningen, op een oppervlakte van 1,62 km².
De straten in deze wijk zijn vernoemd naar Nederlandse plaatsnamen.

## Openbaar vervoer
Stedenwijk wordt doorsneden door een busbaan en heeft daaraan twee bushaltes waar de volgende buslijnen stoppen:
- Stedenwijk Midden  M1   M4  150  326
- Stedenwijk Zuid  M1  150  326

### Metrobussen
| Lijn | Lijn       | Route                           | Via | Opmerkingen |
| ---- | ---------- | ------------------------------- | --- | --- |
| M1   | Havenmetro | Station Centrum - Haven         | Stedenwijk, Busstation ’t Oor, De Steiger, De Gouwen, De Wierden, De Hoven, Centrum, De Werven, De Meenten, De Grienden, De Marken, De Steiger | Rijdt in Haven vanaf De Steiger afwisselend linksom of rechtsom, rijdt bij Station Centrum verder als buslijn M2 . Rijdt op zaterdag 24 uur per dag op de hele route. |
| M4   | Poortmetro | Station Centrum - Station Poort | Stedenwijk, Componistenpad, Station Muziekwijk, Literatuurwijk, Hogekant, Homeruskwartier, Columbuskwartier, Europakwartier                    | |

### R-net
| Lijn | Route                                   | via                                                                                               | Opmerking                 |
| ---- | --------------------------------------- | ------------------------------------------------------------------------------------------------- | ------------------------- |
| 326  | Almere, Station Centrum - Blaricum, P+R | Almere Stad (Stedenwijk, Busstation ’t Oor, Veluwsekant), Almere Hout (De Kemphaan, Stichtsekant) | Rijdt niet in het weekend |

### RRReis
| Lijn | Route                                    | Via                                                   | Opmerkingen |
| ---- | ---------------------------------------- | ----------------------------------------------------- | --- |
| 150  | Almere, Station Centrum - Zeewolde, Mast | Stedenwijk, Busstation ’t Oor, De Kemphaan, De Eemhof | Rijdt zeven keer per richting per dag in een onregelmatige frequentie, 1x per 2 uur. Tussen Station Centrum en Busstation ’t Oor geen lokaal vervoer. |